# بوقلمون وحشی یقه‌دار
بوقلمون وحشی یقه‌دار، بوقلمون وحشی یقه‌قهوه‌ای یا بوقلمون وحشی پاسرخ (نام علمی: Talegalla jobiensis)، گونه‌ای از پرندگان خانواده پابزرگ‌مرغان (Megapodiidae) است که در بخش شمالی گینه نو یافت می‌شود. زیستگاه‌های طبیعی آن جنگل‌های جلگه‌ای نمناک نیمه‌گرمسیری یا گرمسیری و جنگل‌های کوهستانی نمناک نیمه‌گرمسیری یا گرمسیری است.